# Perizoma japonica
Perizoma japonica är en fjärilsart som beskrevs av Inoue 1955. Perizoma japonica ingår i släktet Perizoma och familjen mätare. Inga underarter finns listade i Catalogue of Life.